# GameMeneer
Don Antonius Plevier (28 maart 1990), beter bekend onder zijn pseudoniem GameMeneer (afkorting GMNR) is een Nederlandse youtuber.

## Carrière
In 2019 won hij de VEED Awards als ‘beste mannelijke YouTuber’ en ‘Beste Gaming YouTuber’. Plevier ziet zichzelf vooral als een gamer, en niet zozeer als vlogger. In 2017 schreef hij een boek: Hoe word je een GameMeneer. Hij neemt video's op samen met onder anderen Milan Knol, Jeremy Frieser en LinkTijger op het kanaal ‘Milan Knol’ (vroeger ‘DagelijksHaaDee’).
Op 21 december 2019 deed Plevier mee aan het door StukTV geproduceerde programma 'De Kluis', waarin hij samen met Milan Knol en JayJay Boske Team Stuk versloeg met 36 goudstaven.
Zijn eigen show genaamd DONderdag werd zeer populair. In deze serie varieerde de wekelijkse content van het bekijken en becommentariëren van plaatjes op Reddit tot Q&A's en challenges. Vanaf januari 2019 creëerde hij wekelijks op zondag de show gaMEMEneer, een referentie naar memes, populaire en grappige plaatjes op Reddit. De plaatjes die hij in deze serie behandelde, kwamen van zijn eigen subreddit genaamd GameMeneerSubmissies. Hierop konden kijkers die een Reddit-profiel hebben zelf memes, plaatjes en video's uploaden om zo eventueel in een volgende aflevering te komen. Op zondag 18 juli 2021 kwam de laatste gaMEMEneer-aflevering online en daarmee werd de show na ruim twee jaar beëindigd, de subreddit GameMeneerSubmissies bleef online, maar is in de jaren daarna alsnog offline gegaan.
Vanaf januari 2022 begon Plevier aan een nieuw YouTube-kanaal, genaamd 'Makkers', met andere Youtubers, namelijk Joost Bouhof, Jeremy Frieser, LinkTijger, Duncan Massink, Ronald Vledder en Pascal Scherpenkate, waar ze wekelijks op zondag een nieuwe video uploaden.
Plevier is een van de deelnemers en presentators van Legends of Gaming NL. In het eerste seizoen werd hij 3e, het tweede seizoen won hij, het derde seizoen werd hij 7e, en in seizoen 4 won hij met zijn eigen team. Hij deed ook mee aan het spin-off seizoen in samenwerking met de Efteling, namelijk Masters of Minecraft Seizoen 2. In het vijfde seizoen deed hij weer mee, hij zat bij de eerste 8 deelnemers en wist tijdens de finalemaand als laatste deelnemer over te blijven en zo het seizoen te winnen. In seizoen 6 deed hij weer mee, waarbij hij opnieuw bij de eerste 8 deelnemers zat. Ook dit seizoen wist hij in de finalemaand te geraken, waar hij in de finale de 2e plek pakte. Plevier deed wederom mee in het zevende seizoen, waarbij hij opnieuw in de finalemaand wist te geraken en hij tweede werd in de finale. In seizoen acht vormde hij een duo met Egbert. Het negende seizoen eindigde hij op de derde plek.
Plevier streamt sinds 2013 tweemaal per week op Twitch.

## Privéleven
Plevier heeft een relatie met Lotte (ook bekend als Lotje). Sinds het voorjaar van 2021 wonen ze samen en sinds het voorjaar van 2024 zijn ze verloofd.

## Prijzen
| Jaar | Prijs                | Categorie                                           | Resultaat   |
| ---- | -------------------- | --------------------------------------------------- | ----------- |
| 2015 | VEED Awards          | Beste Gaming YouTuber                               | Genomineerd |
| 2016 | VEED Awards          | Beste Gaming YouTuber                               | Genomineerd |
| 2017 | Legends of Gaming NL | Legends of Gaming 2016-2017                         | 3e          |
| 2017 | Legends of Gaming NL | Skill Award                                         | Gewonnen    |
| 2018 | Legends of Gaming NL | Legends of Gaming 2017-2018                         | Gewonnen    |
| 2018 | Legends of Gaming NL | Fun Award                                           | Gewonnen    |
| 2018 | Legends of Gaming NL | Skill Award                                         | Genomineerd |
| 2018 | VEED Awards          | Beste Gaming YouTuber (als lid van DagelijksHaaDee) | Gewonnen    |
| 2019 | VEED Awards          | Beste Mannelijke YouTuber                           | Gewonnen    |
| 2019 | VEED Awards          | Beste Gaming YouTuber                               | Gewonnen    |
| 2019 | VEED Awards          | Beste YouTube Kanaal                                | Genomineerd |
| 2019 | VEED Awards          | Beste Vlogger                                       | Genomineerd |
| 2019 | VEED Awards          | Beste Twitcher                                      | Genomineerd |
| 2019 | Legends of Gaming NL | Legends of Gaming 2018-2019                         | 7e          |
| 2019 | Legends of Gaming NL | Skill Award                                         | Genomineerd |
| 2019 | Legends of Gaming NL | Fun Award                                           | Genomineerd |
| 2020 | Legends of Gaming NL | Legends of Gaming 2019-2020                         | Gewonnen    |
| 2020 | Legends of Gaming NL | Masters of Minecraft 2                              | 2e          |
| 2021 | Legends of Gaming NL | Beste Gaming Video van 2020                         | 3e          |
| 2021 | Legends of Gaming NL | Beste Gaming Video van 2020                         | 6e          |
| 2021 | Legends of Gaming NL | Beste Gaming Video van 2020                         | 7e          |
| 2021 | Legends of Gaming NL | Legends of Gaming 2020-2021                         | Gewonnen    |
| 2022 | Legends of Gaming NL | Beste Gaming Video van 2021                         | 4e          |
| 2022 | Legends of Gaming NL | Legends of Gaming 2021-2022                         | 2e          |
| 2023 | Legends of Gaming NL | Legends of Gaming 2022-2023                         | 2e          |
| 2023 | Legends of Gaming NL | Beste Gaming Video van 2022                         | 4e          |
| 2024 | Legends of Gaming NL | Legends of Gaming 2023-2024                         | Gewonnen    |
| 2025 | Legends of Gaming NL | Legends of Gaming 2024-2025                         | 3e          |